# Moskva-Siti (metrostation)
Moskva-Siti (Russisch: Москва-Сити)(tot 31 maart 2024 Mezjdoenarodnaja, Russisch: Международная)  is een station aan de Filjovskaja-lijn van de Moskouse metro.